# Juan Ravenet
Juan Ravenet o Jean François Ravenet o Giovanni Ravenet o Juan Francisco Ravenet y Bunel (Sala Baganza, 1766 - Madrid, hacia 1821) fue un pintor y grabador Italiano de origen francés, educado en la corte de Parma que participó en la expedición científica de Alejandro Malaspina (1789-1794).

## Biografía
Hijo de Angelica Bunel y del franco-italiano Gian Francesco Ravenet (Simon Jean François Ravenet), pintor-grabador que trabajó en el Ducado de Parma. Estudió en la Academia de Bellas Artes de Parma en la que destacó como retratista. Junto con el pintor Fernando Brambila, se incorporó a la misión española de Malaspina en Acapulco (1791), en la que se dedicó al retrato de la gente y a las escenas de la vida cotidiana de los lugares por donde pasó. De regreso a España, Ravenet continuó trabajando en los dibujos y grabados del viaje. Cuando Malaspina perdió el favor real, la suerte de Ravenet empeoró. Hacia 1798 trabaja para la Marina aunque con un salario bastante reducido. Más tarde, fue perjudicado por un decreto real contra los extranjeros que vivían en Madrid y tuvo que refugiarse por un tiempo en Francia. Regresó a España y falleció en Madrid. Los grabados que realizó del viaje no fueron publicados hasta años después de su muerte.
Fue padre de Valentín Joaquín Ravenet y Marentes (Madrid, 1808-Madrid, 1870), Militar Español, General, Mariscal de Campo y Brigadier de Infantería y Gobernador provincial de Vizcaya, Cádiz, Santa Cruz de Tenerife y Santiago de Cuba.